# قائمة سفراء دولة فلسطين لدى جمهورية أيرلندا
سفير دولة فلسطين لدى جمهورية أيرلندا هو ممثل دولة فلسطين الرسمي لدى جمهورية أيرلندا. يقع مقر السفارة الفلسطينية التي تأسست عام 2001 في دبلن.

## قائمة السفراء
| الترتيب | رئيس البعثة الدبلوماسية         | صورة | تاريخ الاعتماد الدبلوماسي | تاريخ الانتهاء | رئيس دولة فلسطين | رئيس جمهورية أيرلندا | مستوى التمثيل               |
| ------- | ------------------------------- | ---- | ------------------------- | -------------- | ---------------- | -------------------- | --------------------------- |
| 1       | يوجين ميشيل مخلوف               |      | عقد 1970                  | عقد 1980       | ياسر عرفات       | باتريك هيلري         | غير مقيم                    |
| 2       | ليلى منيب شهيد                  |      | 1989                      | 1990           | ياسر عرفات       | باتريك هيلري         | غير مقيم                    |
| 3       | يوسف محمد عبد الخالق علان       |      | 1993                      | 18 يناير 2001  | ياسر عرفات       | ماري روبنسون         | غير مقيم                    |
| 4       | علي أحمد حليمة                  |      | 2001                      | 2005           | ياسر عرفات       | ماري ماك أليس        | سفير مقيم، مفوض وفوق العادة |
| 5       | حكمت عزت عجوري                  |      | 2006                      | 2013           | محمود عباس       | ماري ماك أليس        | سفير مقيم، مفوض وفوق العادة |
| 6       | أحمد مصطفى محمد عبد الرازق      |      | 14 نوفمبر 2013            | 2019           | محمود عباس       | مايكل دانييل هيجينز  | سفير مقيم، مفوض وفوق العادة |
| 7       | جيلان صالح سعيد عبد السلام وهبة |      | 27 يناير 2020             | لا تزال        | محمود عباس       | مايكل دانييل هيجينز  | سفير مقيم، مفوض وفوق العادة |